# Odontomelus micropterus
Odontomelus micropterus är en insektsart som beskrevs av Johnsen 1975. Odontomelus micropterus ingår i släktet Odontomelus och familjen gräshoppor. Inga underarter finns listade i Catalogue of Life.